# Світло і тіні наукового стилю (книга)
«Сві́тло і ті́ні науко́вого сти́лю» — монографія Пилипа Селігея, що вийшла 2016 р. у видавництві «Києво-Могилянська академія». 

## Опис книги
У книзі досліджуються мовно-виражальні засоби, від яких залежить  комунікативна повноцінність, стильова досконалість і читабельність сучасних наукових текстів. Виявлено й критично проаналізовано властиві псевдонауковому мовленню стильові помилки та комунікативні вади. Досліджено виражальні засоби та механізми сприйняття, що забезпечують повноцінне засвоєння наукової інформації, підтримують увагу, заохочують до співдумання, справляють на читача інтелектуальний вплив. Сформульовано низку практичних рекомендацій авторам і редакторам наукових текстів.
Дослідження  професійної мови науковців соціогуманітарного напряму в аспекті її стильової недосконалості Пилип Селігей розпочав у монографії "Науковий жаргон: основні ознаки та причини появи" (2003 рік), в якій він акцентував на недоліках мовної і загальної культури багатьох публікацій, відзначаючи їх стиль як "науковоподібний". Автор відзначав низьку термінологічну культуру, багатослів'я, тавтологію, брак інформативності та новизни, надуживання довжелезними реченнями притаманні багатьом науковим публікаціям. 
У новій монографії Пилип Селігей дає поради, як уникнути науковоподібності, багатослів'я, надмірної складності й заплутування у викладенні ідей, а також показує приклади написання читабельного наукового тексту.
Автор визначив три тенденції, які перешкоджають науковій комунікації   1)перенасичення тексту малозрозумілими та зайвими термінами;  2)невиправдане залучення термінів з інших, часто несуміжних наук;  3)вигадування нових назв для явищ і понять, що вже мають узвичаєні терміни. 

## Оформлення
Книжка налічує понад 80 ілюстрацій ‒ портрети видатних українських і зарубіжних науковців, філософів та письменників, що уславилися як блискучі стилісти, а також мовознавців, котрі досліджували науковий стиль або висловлювалися про нього.

## Відгуки рецензентів
|  | Обравши за об’єкт дослідження науковий стиль сучасної української мови, автор запропонував текст, створений на засадах узагальнених приписів стилістичної довершеності: книга виразно зорієнтована як на фахівця-лінгвіста, так і на читачів, яких цікавить наука, стилістика, наукова мова загалом. |

|  | Пильна увага до деталей, виразний аналітичний талант автора, прагнення до естетичної досконалості й ошатність видання роблять книжку непересічним явищем. |

|  | Монографія П. Селігея є посутнім внеском у розвиток української лінгвостилістики. Хто прочитає її, зовсім по-іншому подивиться і на свою манеру письма. Можливо, ще якийсь час присвятить редагуванню власного тексту. Лише спільними зусиллями можна поліпшити наукову мову. |